# Нг Чеук Јин
Нг Чеук Јин Весли (енгл. Ng Cheuk Yin Wesley, кин: 吴卓贤; Хонгконг, 25. септембар 2002) хонкошки је пливач чија специјалност су трке слободним, леђним и делфин стилом.

## Спортска каријера
На међународној сцени је дебитовао на светском првенству у корејском Квангџуу 2019. где је пливао у четири дисциплине — 50 делфин (45), 200 леђно (39), 4×100 слободно (24) и 4×100 мешовито (27. место).
Такмичио се и на светском јуниорском првенству у Будимпешти 2019. где му је најбољи резултат било 14. место у полуфиналу трке на 50 метара делфин стилом.